# Luvunga sarmentosa
Luvunga sarmentosa är en vinruteväxtart som först beskrevs av Carl Ludwig von Blume, och fick sitt nu gällande namn av Wilhelm Sulpiz Kurz. Luvunga sarmentosa ingår i släktet Luvunga och familjen vinruteväxter. Inga underarter finns listade i Catalogue of Life.